# Hoja del Lunes
Hoja del Lunes va ser durant molts anys l'únic diari que es podia publicar els dilluns, això permetia el descans dominical dels periodistes segons una Ordenança aprovada el 1924 durant la dictadura de Primo de Rivera. Va començar a editar-se el 1926 i durant la Segona República Espanyola va fer una edició en català anomenada Full Oficial del Dilluns de Barcelona.
La capçalera era propietat de l'Associació de la Premsa de Barcelona des de 1955, que va donar lloc al Col·legi de Periodistes de Catalunya i els beneficis del diari es dedicaven a prestacions mutualistes del periodistes col·legiats. Aquest periòdic independent de qualsevol grup de pressió econòmica, va deixar d'editar-se el 1983 per la forta competència dels diaris privats que, al·legant el dret a la llibertat d'expressió, van trencar el pacte que en permetia l'existència. Des de 2014 els seus exemplars es poden consultar de forma digitalitzada mercès a un acord entre el Col·legi de Periodistes i el Ministeri de Cultura.